# Oberer Spinnsee
Oberer Spinnsee är en sjö i Österrike.   Den ligger i förbundslandet Tyrolen, i den västra delen av landet, 500 km väster om huvudstaden Wien. Oberer Spinnsee ligger 2 546 meter över havet. Den högsta punkten i närheten är Rotpleiskopf, 2 936 meter över havet, söder om Oberer Spinnsee.
Trakten runt Oberer Spinnsee består i huvudsak av gräsmarker. Runt Oberer Spinnsee är det ganska glesbefolkat, med 27 invånare per kvadratkilometer.